# Лорінян
Лоріня́н (порт. Lourinhã; МФА: [ɫo.ɾi.ˈɲɐ̃]) — муніципалітет і містечко в Португалії, в окрузі Лісабон. Розташований у західній частині країни, на березі Атлантичного океану, на теренах історичної португальської провінції Ештремадура. Належить до Лісабонського патріархату Католицької церкви в Португалії. Права міського самоврядування має з 1160 року. Поділяється на 8 парафій. За адміністративним поділом, чинним до 1976 року, був складовою провінції Ештремадура. Площа муніципалітету — 147,17 км², населення муніципалітету — 25735 ос. (2011); густота населення — 174,87 осіб/км²
. Патрон — Іван Хреститель. Святковий день муніципалітету — 24 червня. Поштовий індекс — 2530.  Код місцевої адміністративної одиниці — 1108. Складова статистичного регіону Центр.

## Географія
Лорінян розташований на заході Португалії, на північному заході округу Лісабон.
Лорінян межує на півночі з муніципалітетами Пеніше і Обідуш, на північному сході — з муніципалітетом Бомбаррал, на південному сході — з муніципалітетом Кадавал, на півдні — з муніципалітетом Торреш-Ведраш. На заході омивається водами Атлантичного океану.

## Історія
Походження назви селища пов'язане з існуванням на його території римського поселення. За іншою версією назва селища походить від слова «лавр» (порт. louro).
Після 1147 року перший  португальський король Афонсу І передав Лорінян у володіння французькому лицарю Жардау, який допоміг португальському війську у звільненні Лісабона. 1160 року король Лоріняну форал, яким визнав за поселенням статус містечка та муніципальні самоврядні права.
Регіон був частково зруйнований під час наступу наполеонівських військ під час французької окупації на початку 19 століття (битва за Вімейру 21 серпня 1808 року).

## Населення
| Кількість мешканців | Кількість мешканців | Кількість мешканців | Кількість мешканців | Кількість мешканців | Кількість мешканців | Кількість мешканців | Кількість мешканців | Кількість мешканців | Кількість мешканців | Кількість мешканців | Кількість мешканців | Кількість мешканців | Кількість мешканців | Кількість мешканців |
| ------------------- | ------------------- | ------------------- | ------------------- | ------------------- | ------------------- | ------------------- | ------------------- | ------------------- | ------------------- | ------------------- | ------------------- | ------------------- | ------------------- | ------------------- |
| 1864                | 1878                | 1890                | 1900                | 1911                | 1920                | 1930                | 1940                | 1950                | 1960                | 1970                | 1981                | 1991                | 2001                | 2011                |
| 7 270               | 9 421               | 11 216              | 12 154              | 13 708              | 15 177              | 17 049              | 20 040              | 21 820              | 22 927              | 19 659              | 21 245              | 21 596              | 23 265              | 25 735              |

## Парафії

Парафії

- Аталайя
- Вімейру
- Лорінян
- Мартелейра
- Мірагайя
- Мойта-душ-Феррейруш
- Моледу
- Регенгу-Гранде
- Санта-Барбара
- Сан-Бартоломеу-душ-Галегуш
- Рібамар

## Економіка, побут, транспорт
Економіка району головним чином представлена рибальством, виноробством, харчовою і текстильною промисловістю, сільським і лісовим господарством.
Щороку тут проводяться три ярмарки: Feira do Livro da Lourinhã — книжковий ярмарок у перший тиждень травня, Feira Anual de São Bartolomeu dos Galegos — річний ярмарок 24 серпня та Feira Anual de São Lourenço — річний ярмарок 26 серпня.
Лоурінья як і муніципалітет в цілому має добре розвинуту транспортну мережу, з'єднана з Лісабоном платною швидкісною автомагістраллю А-8 та має залізничну станцію приміського сполучення на Лінії Оеште.

## Туризм
У 1863 році на території муніципалітету знайдені залишки динозаврів юрського періоду, завдяки чому місцевий музей щороку відвідують понад 16 тис. туристів, а у 2003 році селище отримало титул «столиці португальських динозаврів».
Загальна довжина пляжного узбережжя муніципалітету — 12 км, на яких розташовано 10 відомих португальських пляжів (порт. praias de Araial, Areia Branca, Caniçal, Paimogo, Peralta, Porto das Barcas, Porto Dinheiro, Vale Frades, Valmitão, Zimbral).
Серед архітектурних пам'яток відзначають фортецю (порт. Forte do Paimogo), монастир (порт. Convento Santo António), багатовікові церкви і каплиці як у селищі так і на території муніципалітету (порт. igrejas de Santa Maria do Castelo, São Sebastião, capela de Nossa Senhora dos Anjos, Matriz).

## Галерея

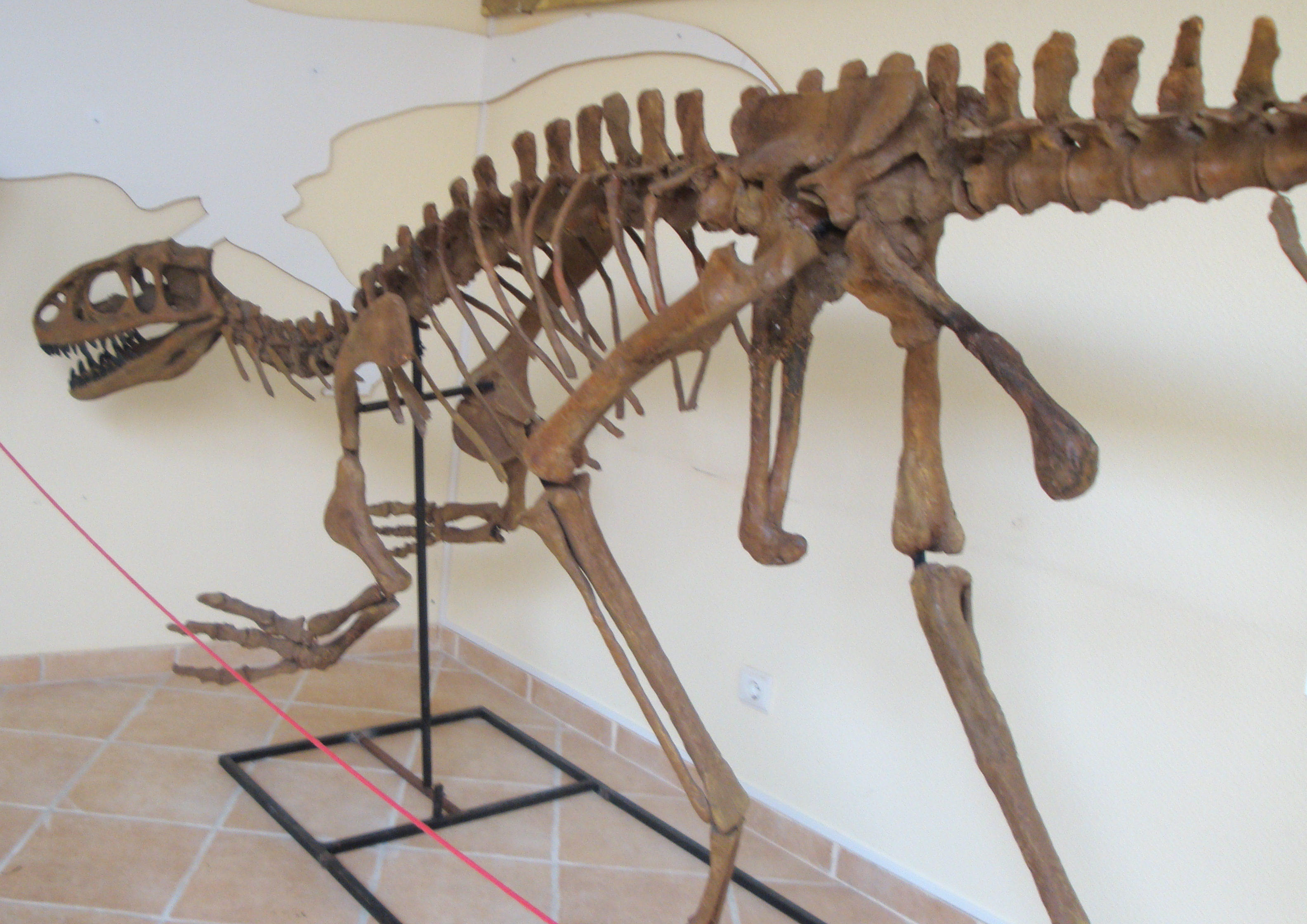
Скелет динозавра в місцевому музею
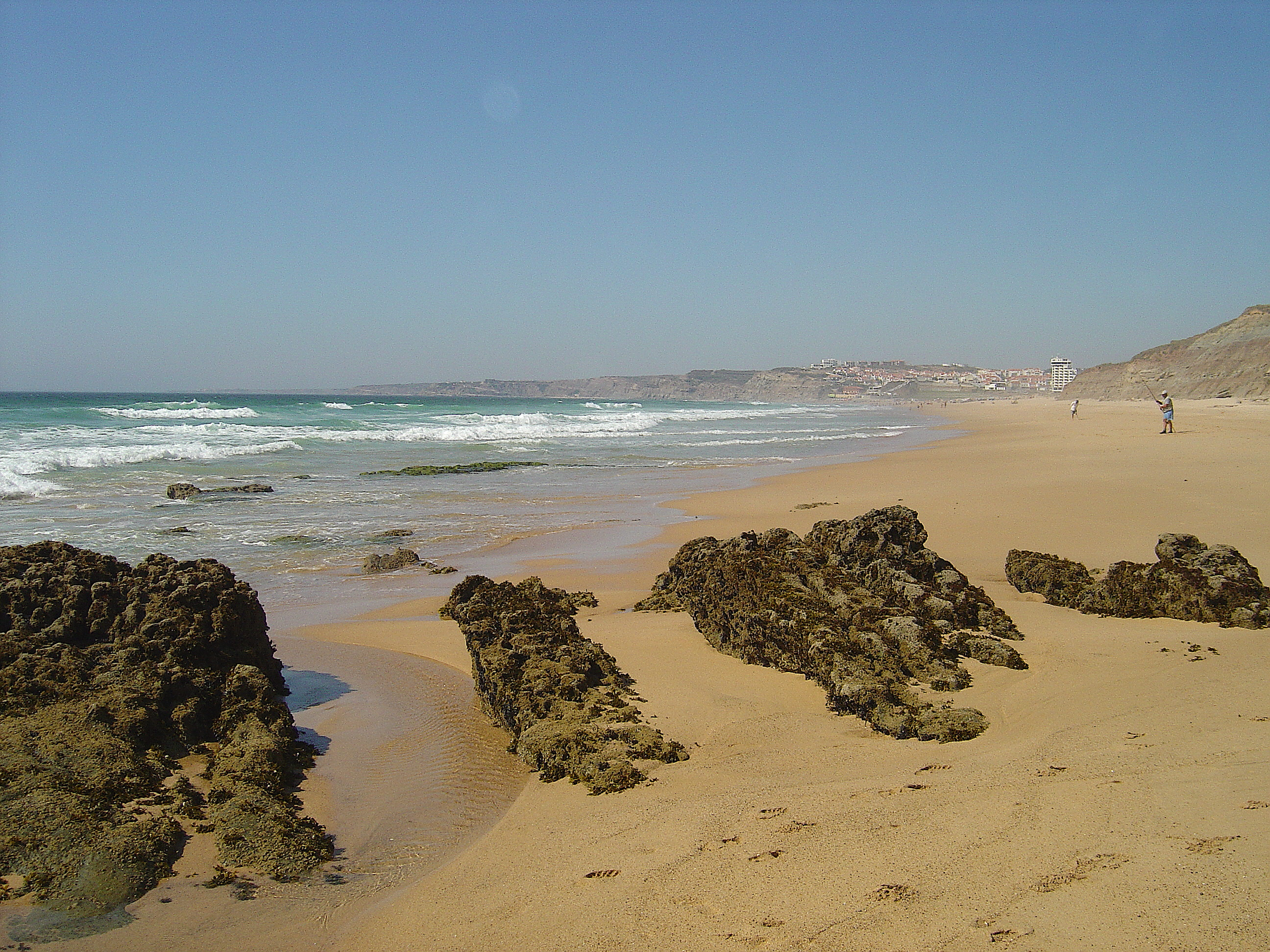
Пляж «Ареал-Сул»
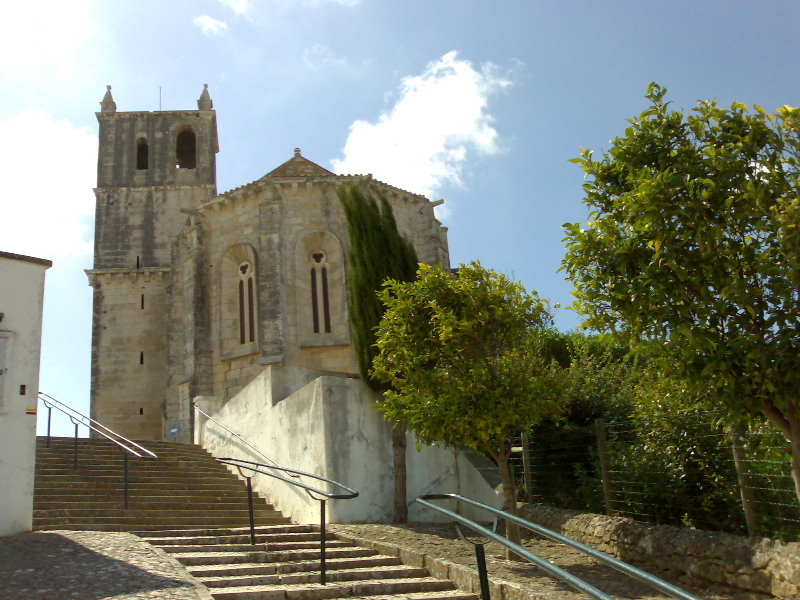
Головна церква селища — «Матріж»
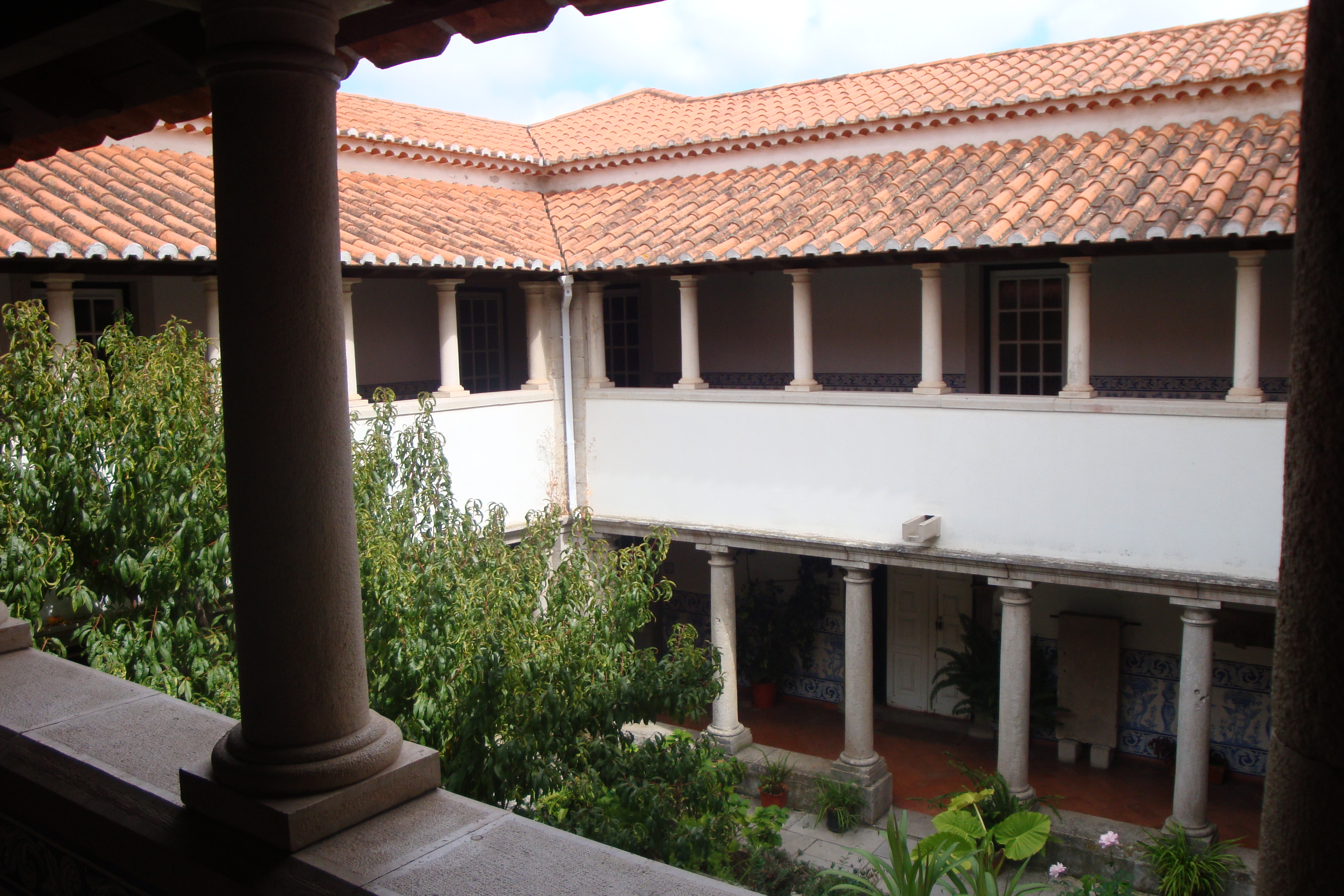
Подвір'я монастиря Св. Антонія